# Offenblendmessung

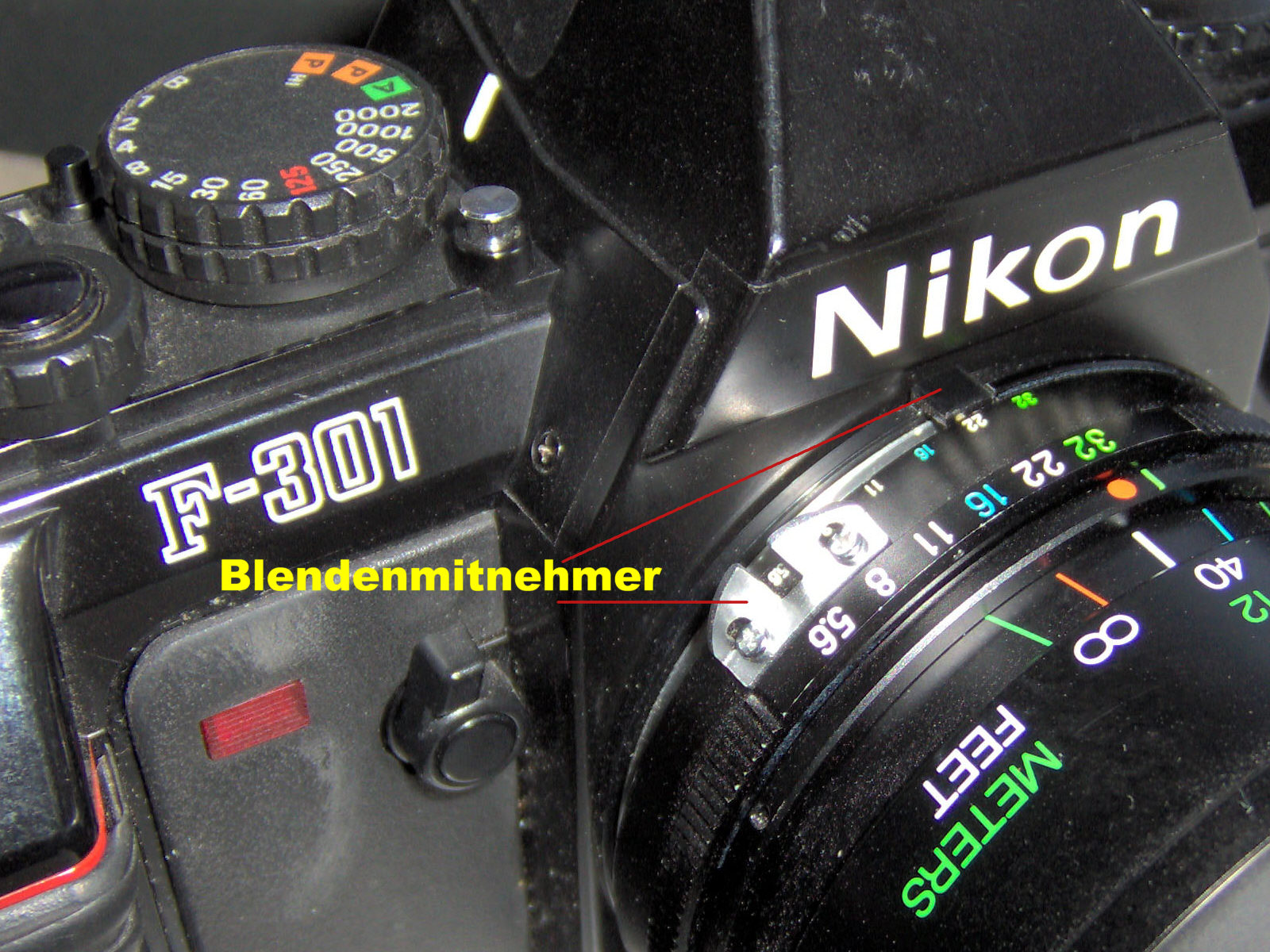
Beispiel für "Mitnehmer" zur mechanischen Blendenübertragung von Objektiv zu Kamera, hier bei einer Nikon F-301

Mit Offenblendmessung ausgestattete Spiegelreflexkameras (SLR, single lens reflex) messen die Belichtung bei offener Blende, d. h. der größtmöglichen Öffnung des Objektivs.

## Funktion

Blendenübertragung an einer Minolta XD-7

Der Wert der für die Aufnahme eingestellten Blende am Objektiv (also der während der Aufnahme verringerte Lichteinfall) wird entweder mechanisch oder elektronisch der Kameraelektronik relativ zur größten Blendenöffnung übermittelt und von dieser vorweggerechnet bzw. simuliert (Blendensimulation), sofern die Offenblendmessung mit einer Belichtungsautomatik kombiniert ist; andernfalls ist eine Übertragung des für die Aufnahme gewünschten Blendenwertes an die "Kameraelektronik" nicht notwendig. Die Belichtungsmessung bestimmt dann auf dieser Grundlage die erforderliche Belichtungszeit und zeigt sie als Vorgabe im Sucher an (für die manuelle Zeiteinstellung) oder gibt sie dem Verschluss automatisch vor (Zeitautomatik), oft mit einer Anzeige verbunden, die vor zu langen, verwacklungsgefährdeten Zeiten warnt.
Im Moment der Auslösung wird der Schwingspiegel hochgeklappt, die Springblende auf den voreingestellten Wert geschlossen und anschließend der Schlitzverschluss zur Aufnahme geöffnet.

## Eigenschaften
Die Offenblendmessung hat den Vorteil, dass das Sucherbild bei der Belichtungsmessung durch das Objektiv (s. TTL) stets so hell wie möglich bleibt. Zusammen mit der Tatsache, dass das Bild im Sucher dadurch die minimale Tiefenschärfe aufweist, erleichtert dies das Fokussieren sowohl direkt auf der Einstellscheibe als auch bei der Verwendung von Fokussierhilfen wie Schnittbildindikatoren und Mikroprismenring, die bei kleineren Blendenzahlen als etwa 1:5,6 praktisch nicht mehr zu gebrauchen sind. Bei der Arbeitsblendenmessung mit sehr kleinen Blendenwerten wie 16 oder 22 ist dagegen meist so gut wie nichts im Sucher zu erkennen. Nebenbei wird ein Nachteil der früher häufig verwendeten CdS-Fotowiderstände weitgehend ausgeglichen, die bei geringer Helligkeit bisweilen extrem träge reagieren. Bei starker Abblendung des Objektivs können solche Zellen durchaus mehrere Sekunden benötigen, bis sie den endgültigen Messwert anzeigen.
Nachteil der Offenblendmessung ist, dass die Schärfentiefe im Sucherbild nicht beurteilt werden kann. Daher haben manche Kameras eine Abblendtaste.
Bei bestimmten, an einäugige SLR angesetzten Zubehörteilen ist eine Offenblendmessung nicht möglich, etwa beim Einsatz von T-2-Adaptern, oder bei Verlängerungseinrichtungen (Balgengeräten), falls eine Blendenübertragung nicht einsetzbar ist, wie z. B. bei speziellen Mikro- und Makroobjektiven oder bei der Montage eines Objektivs in Retrostellung. Bei einigen neueren Kamerasystemen, die vollständig auf die elektrische Betätigung und Übertragung der Blendeneinstellungen setzen, ist aber auch in solchen Sonderfällen eine Offenblendmessung möglich; ebenfalls bei einigen älteren Kamerasystemen, die zwar auf die elektrische Übertragung der Blendeneinstellung setzen, aber ohne deren elektrische Betätigung. 
Bei Spiegellinsenobjektiven wird mangels verstellbarer Blende stets bei voller Objektivöffnung gemessen.

## Systeme
Die erste Kleinbild-Spiegelreflexkamera mit Offenblendmessung brachte der japanische Hersteller Topcon 1964 auf den Markt. Die erste deutsche SLR mit TTL-Offenblendmessung war die Contaflex Super BC von Zeiss-Ikon/Voigtländer von 1965. Leitz bot sie mit der Leicaflex SL seit 1968. Viele aktuelle Kameras, erstmals jedoch die Minolta XD-Serie sowie die Olympus OM-2, legen die endgültige Belichtungszeit erst im Moment der Auslösung unmittelbar nach Schließen der Blende fest. Dadurch werden Toleranzen der Blendenmechanik abgefangen, im Falle der OM 2 ist es dadurch sogar möglich, Beleuchtungsänderungen bei Langzeitbelichtungen zu berücksichtigen.
Systembedingt spielt die Offenblendmessung bei Sucherkameras keine Rolle, obwohl auch diese die Belichtungsmessung oftmals durch das Objektiv vornehmen. 
Siehe auch: Blendenkupplung, Abblendtaste